# Rosa damascena
Die Gruppe der Damaszener-Rosen, Rosa × damascena ist eine Zuchtform mit schwerem, betörendem Duft aus Kleinasien, die zu den alten Rosen gezählt werden.

## Geschichte
Es wird allgemein angenommen, dass Damaszener-Rosen schon in der Antike bekannt waren und von den Persern kultiviert wurden. Sie sollen mit den Kreuzrittern des 13. Jahrhunderts über Frankreich in die europäischen Gärten gekommen seien.
Über den Namen der heutigen Damaszener-Rose herrscht jedoch in der frühen Fachliteratur eine gewisse Unklarheit oder Verwirrung. Der spanische Arzt Nicolás Monardes bezeichnete sie 1540 in seinem Werk De Rosa et partibus eius als Rosa persica oder alexandrina wegen ihrer Herkunft aus Persien und weil sie über Alexandria nach Spanien gelangt seien. Laut Monardes war diese Rose in Deutschland, Italien und Frankreich als Rosa damascena bekannt, weil man dachte, sie käme aus Damaskus. Die International Dendrology Society meint allerdings, dass der Name Rosa damascena im 16. Jahrhundert nur in England üblich gewesen sei. In anderen Ländern habe man die Rosa moschata so genannt, während die heute als Damaszener-Rose bekannte Pflanze als Rosa incarnata („fleischfarbene Rose“) oder Rosa pallida („blasse Rose“) bezeichnet worden sei. Noch 1762 reihte Johann Herrmann  in seiner Dissertatio die jetzige Damaszener-Rose unter den Zentifolien ein und verwendete den Begriff Rosa damascena anscheinend für eine andere Rose als Miller in dessen Dictionary von 1768.

## Eigenschaften

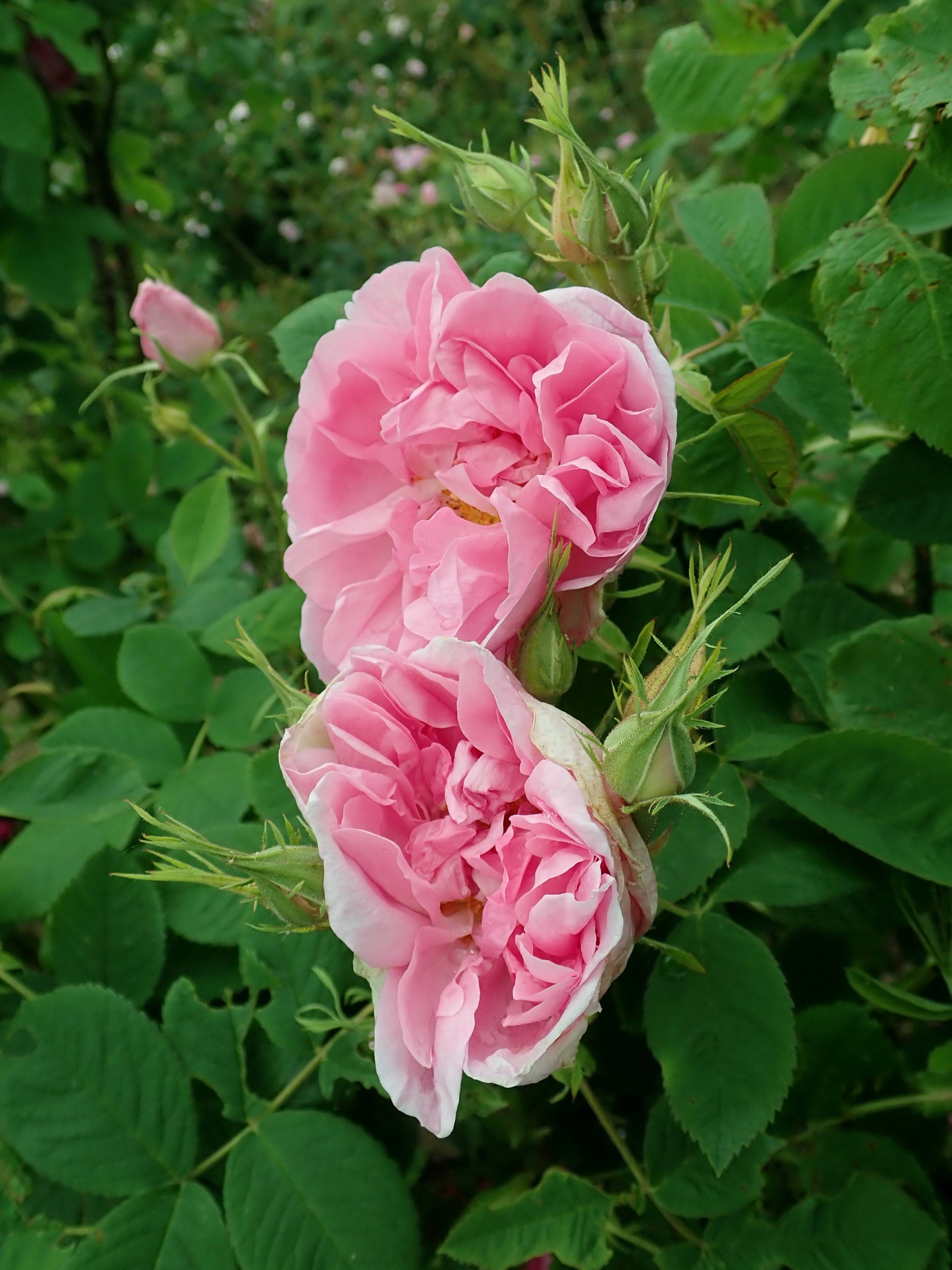
Herbst-Damaszener-Rose (Rosa damascena semperflorens)

Die Rosa damascena ist vermutlich aus einer Kreuzung der Rosa gallica und der Rosa phoenicea (einer Wildrose) hervorgegangen. Ihre Sträucher sind etwas größer als die der Rosa gallica, etwa 1,50 m hoch, mit mehr Stacheln und länglich-spitzen Blättern. Wenn sie Hagebutten bilden, sind auch diese eher länglich. Die Blütenfarbe ist meistens ein Rosa-Ton, seltener Weiß. Wichtiges Charakteristikum ist der starke Duft. Die Chromosomenzahl beträgt 2n = 28.
Wie alle alten Rosen blühen die Damaszener-Rosen einmal im Jahr, im Frühsommer. Eine Ausnahme ist die mit der Rosa damascena eng verwandte, zweimalblühende Herbst-Damaszener-Rose (Rosa damascena semperflorens, auch 'Rosa bifera', 'Quatre Saisons' oder 'Rose der vier Jahreszeiten'), die ebenfalls schon in der Antike bekannt war. Diese ist wahrscheinlich aus einer Kreuzung von Rosa gallica mit Rosa moschata entstanden. Eine Erforschung des Erbgutes der Rose de Rescht deutet darauf hin, dass die Herbstdamaszenerrosen ihre Fähigkeit, öfter zu blühen, bei Rosa fedtschenkoana erworben haben.

## Verwendung

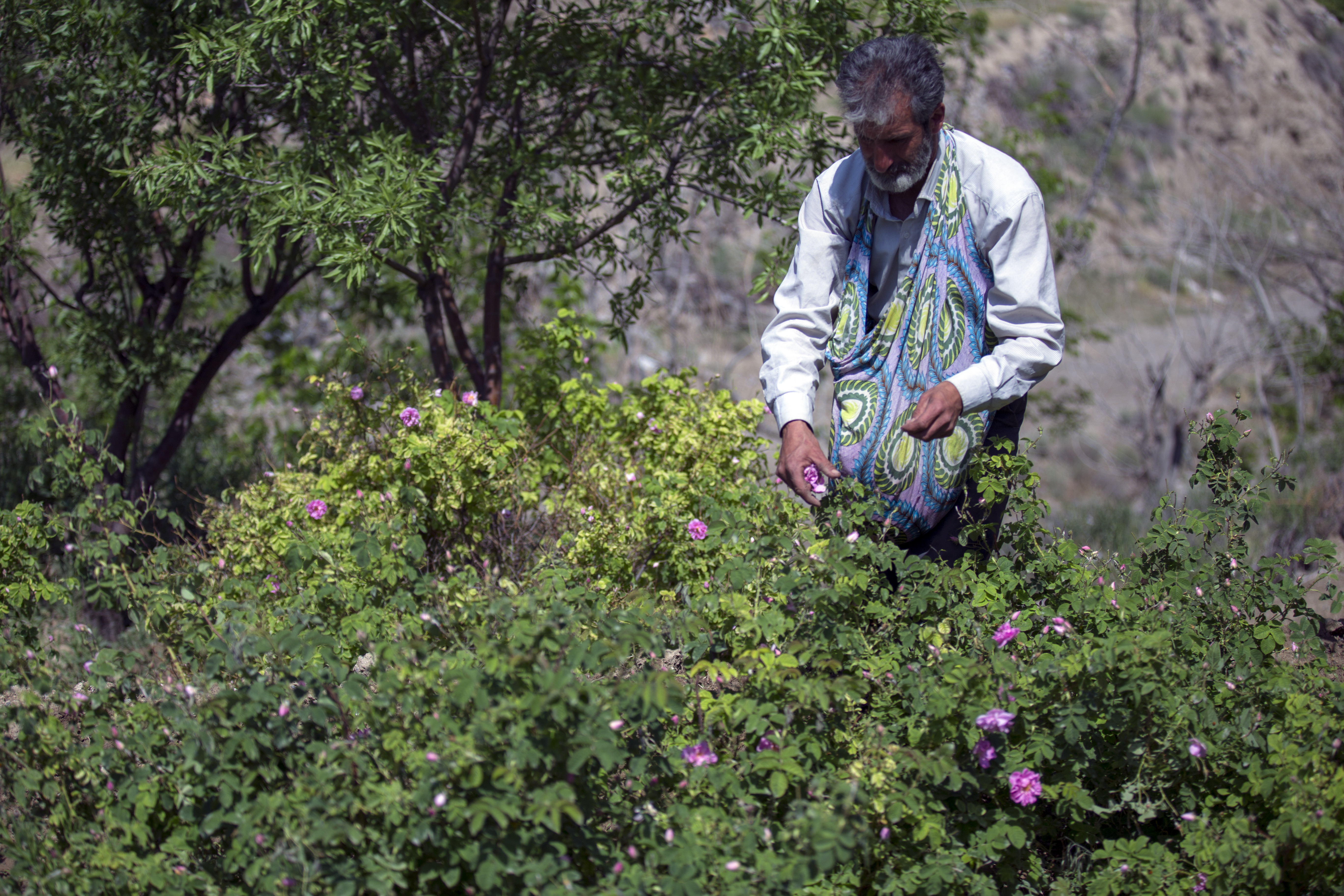
Rosenpflücker im Iran

Verschiedene Sorten der Rosa damascena werden zur Gewinnung von Rosenöl und Rosenwasser verwendet. Bedeutende Anbaugebiete der Damaszener-Rose befinden sich in Bulgarien, im Iran und in der Türkei. Im bulgarischen Rosental werden zirka 1,5 Tonnen Rosenöl pro Jahr destilliert.

## Medizinische Wirkungen
Die Damaszener-Rose war Heilpflanze des Jahres 2013. Nach Angaben des Vereins NHV, der die Pflanze dazu gekürt hat, wirkt die Pflanze entzündungshemmend, krampflösend und fiebersenkend. Die Aromatherapie verwendet ihr ätherisches Öl u. a. zur seelischen und körperlichen Entspannung.

## Sorten

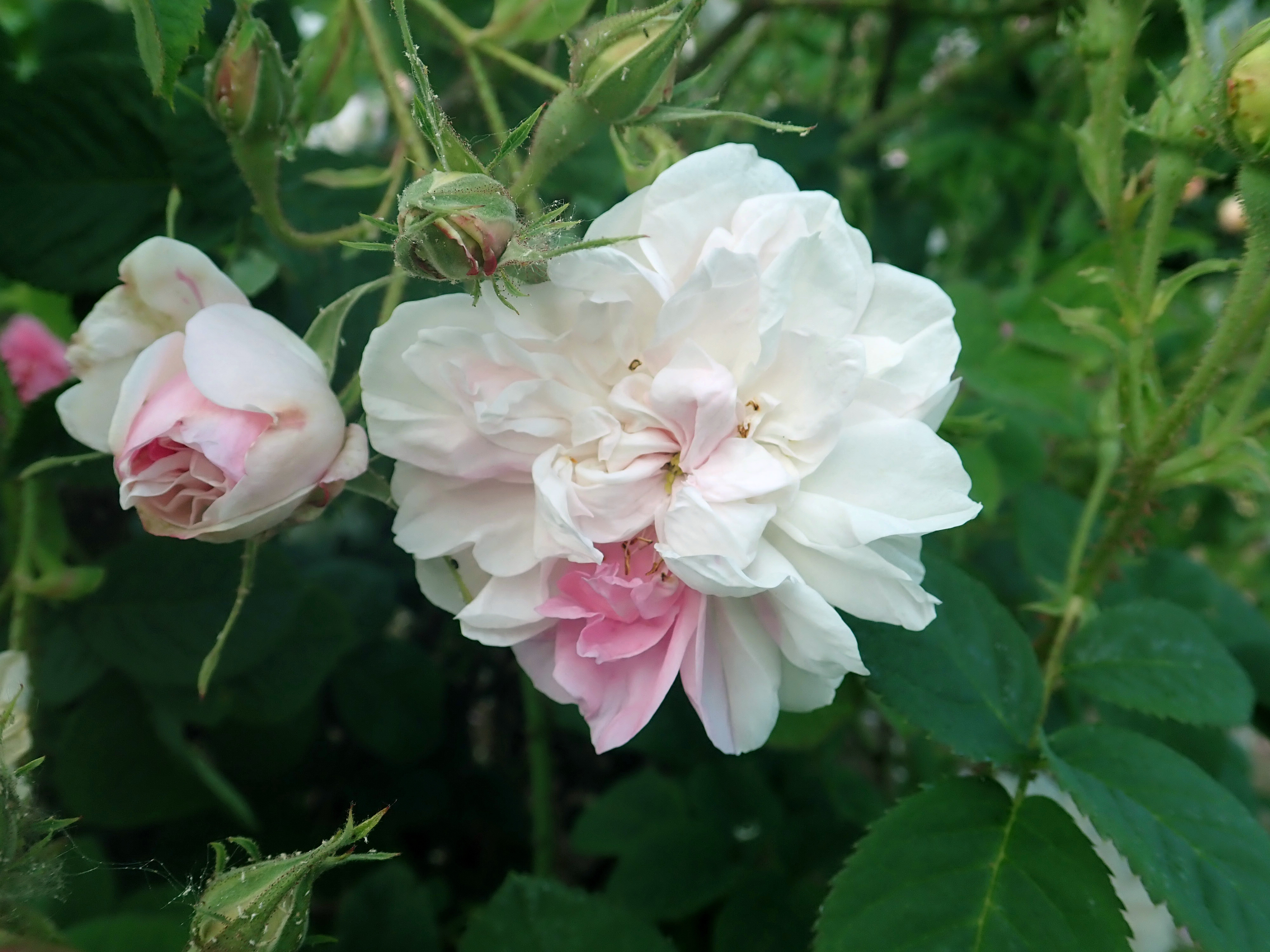
'York and Lancaster'

Als die einzigen wirklich alten und reinen Damaszener-Rosen, die heute noch verbreitet sind, gelten die beiden Sorten 'York and Lancaster' (R. damascena versicolor) und 'Trigintipetala' oder 'Kazanlik'.
Der Legende nach soll die Rose 'York and Lancaster' – eine Sorte mit weißen, rosa und gefleckten Blüten an ein und demselben Strauch – am Ende der sogenannten Rosenkriege um das englische Königshaus entstanden sein. Sie symbolisiert den Frieden zwischen den beiden Adelshäusern York, deren Wappen eine weiße Rose (Rosa × alba 'Maxima' oder 'Semiplena') trug, und den Lancaster mit der roten Rose (Rosa gallica 'Officinalis'). So entstand die Wappenrose des englischen Königshauses der Tudor.
Die Sorte 'Trigintipetala' oder 'Kazanlik' (nach der Stadt Kasanlak im bulgarischen Rosental) wird als „Bulgarische Ölrose“ (bulg. Трендафил / Trendafil) bereits 1689 erwähnt. Ihre überhängenden Blüten sind rosa, halbgefüllt und entfalten einen starken Duft. Sie gehört zu den sommerblühenden Damaszener-Rosen, wächst kräftig und wird bis zu zwei Meter hoch.
Alle anderen Sorten sind erst später entstanden oder seit dem 19. Jahrhundert aus Persien eingeführt worden.
- 'Celsiana', vor 1750, weiches Rosa, halbgefüllt
- 'Isphahan', synonym 'Pompon des Princes' vor 1832, rosa
- 'Madame Hardy', 1832, weiß, kletternd
- 'Marie-Louise', 1813, dunkel-rosa
- 'Rose de Resht', vor 1880, purpurfarben; wird oft auch zu den 'Portland-Rosen' gezählt[9]
- 'Trigintipetala' (auch 'Kazanlik'), um 1689, rosa
- 'La Ville de Bruxelles', Vibert 1849, dicht gefüllte Blüte, rosa
- 'York and Lancaster' (Rosa damascena versicolor), 1551, weiß-rosa, teilweise auch gefleckt

## Galerie

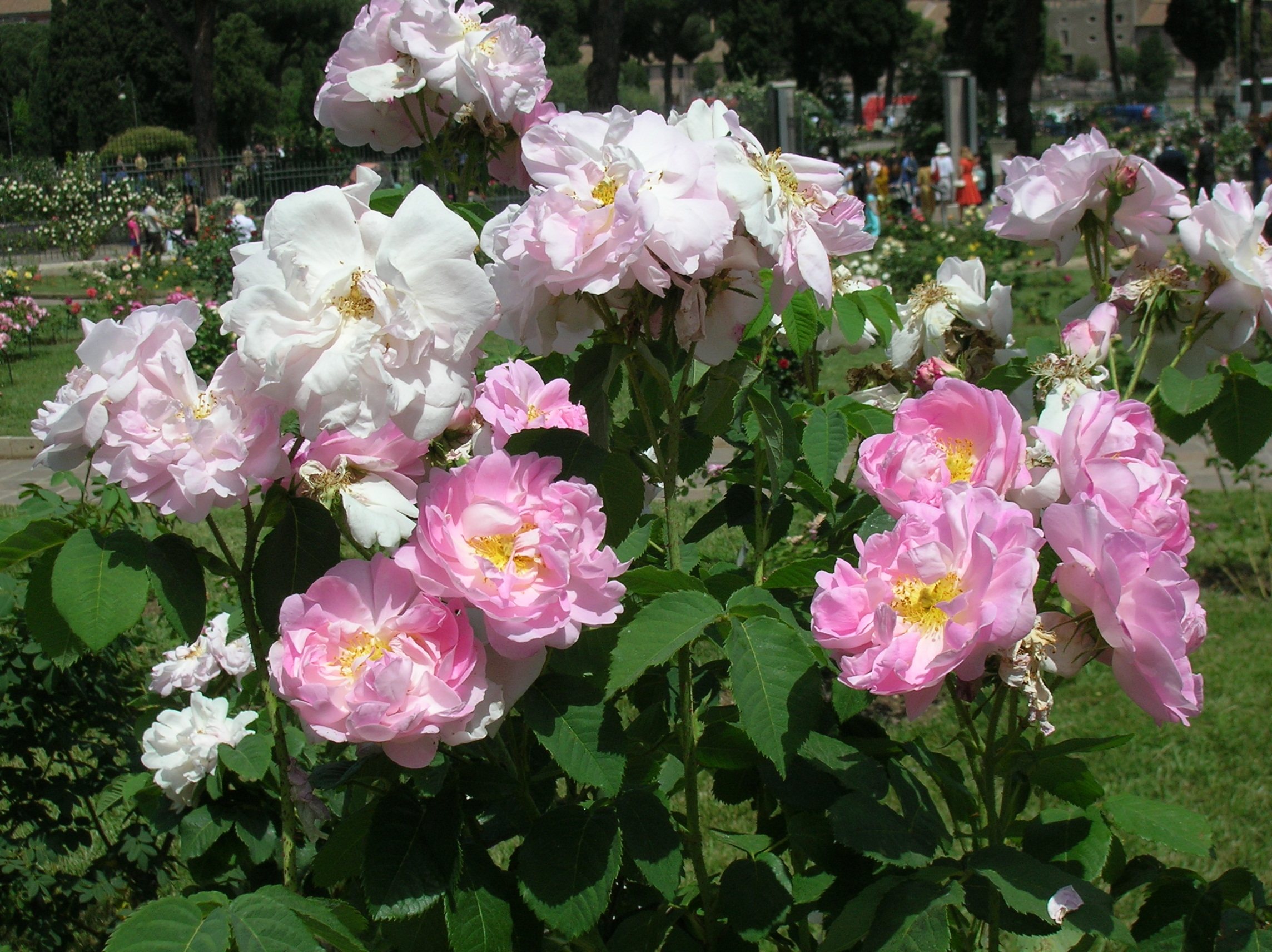
'Celsiana'
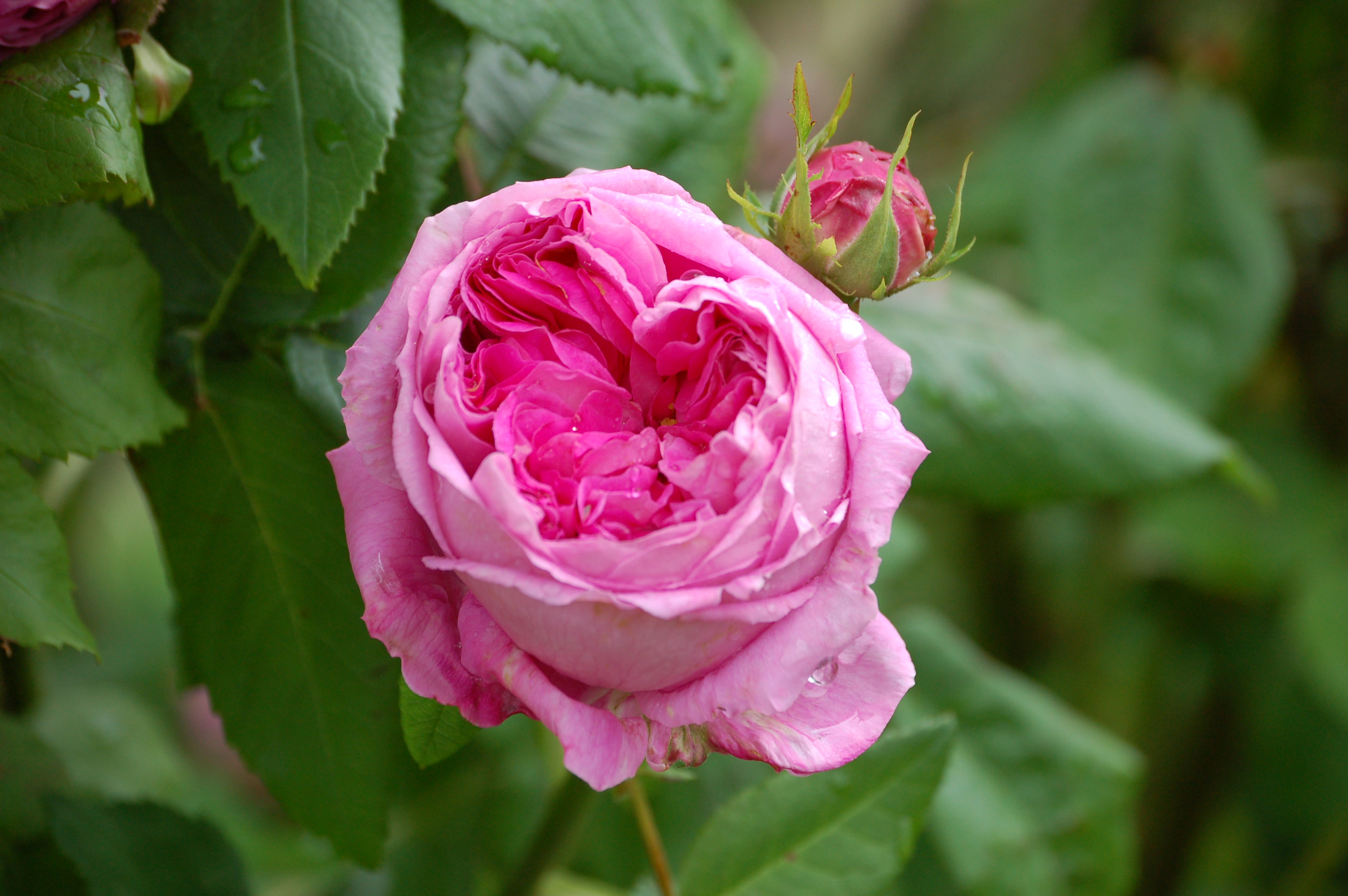
'Duc de Cambridge'
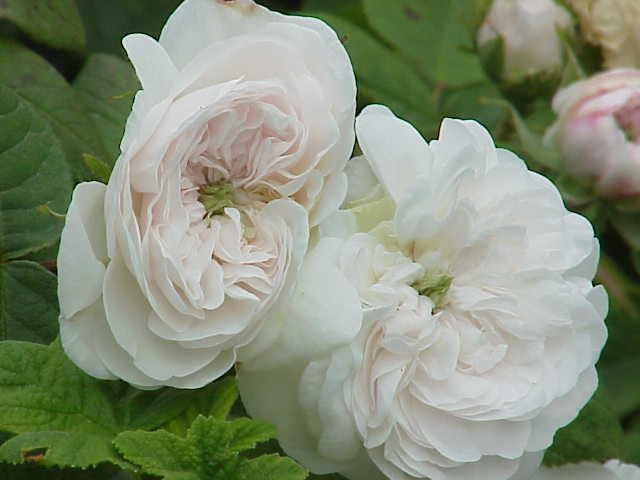
'Mme. Hardy'
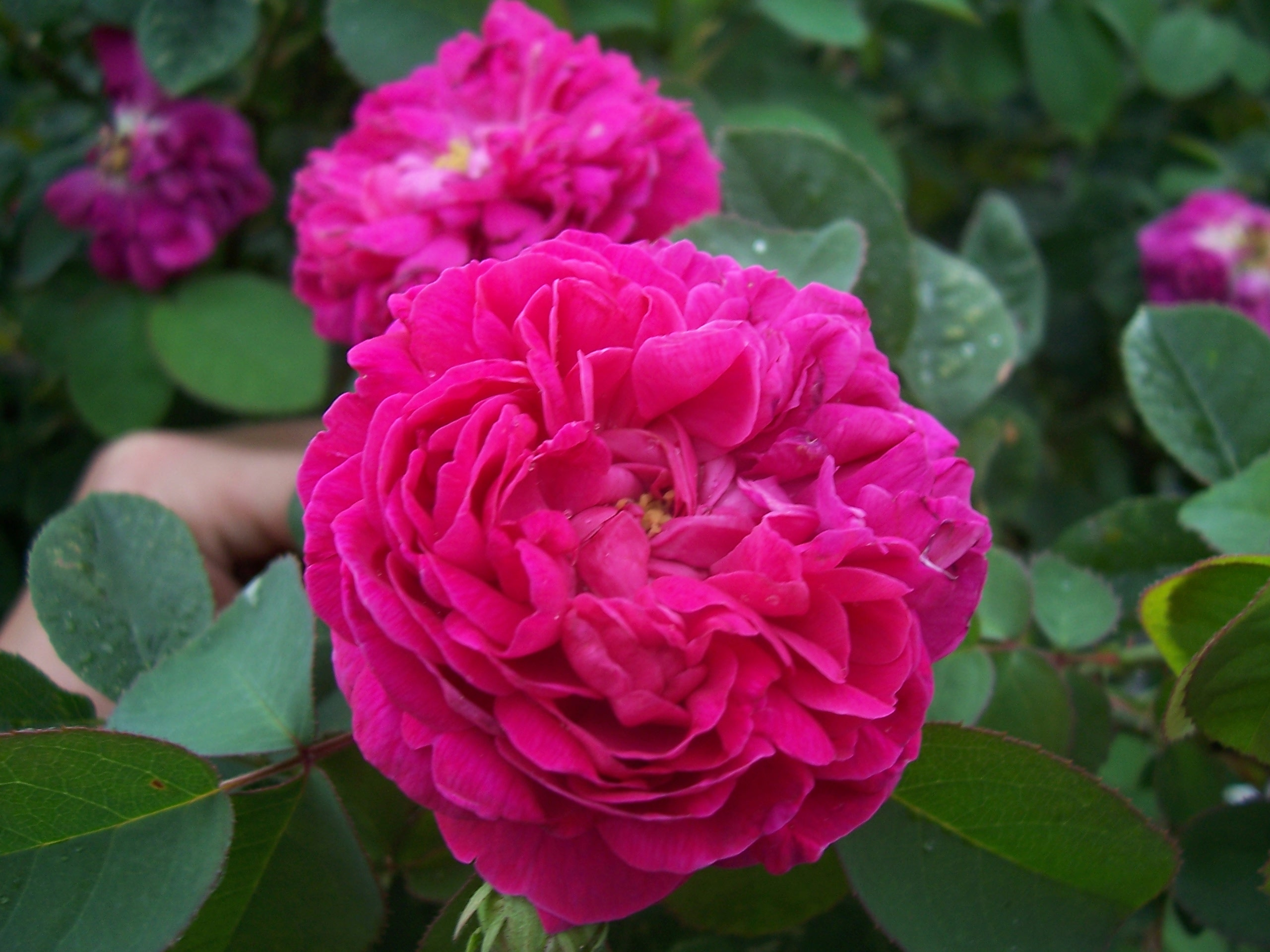
'Rose de Resht'
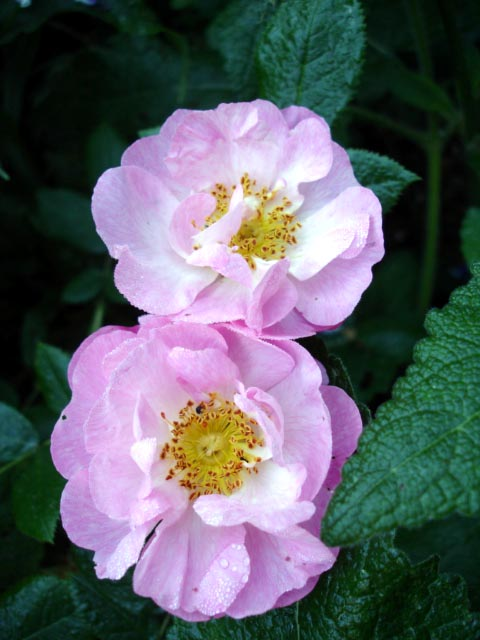
'St. Nicholas'
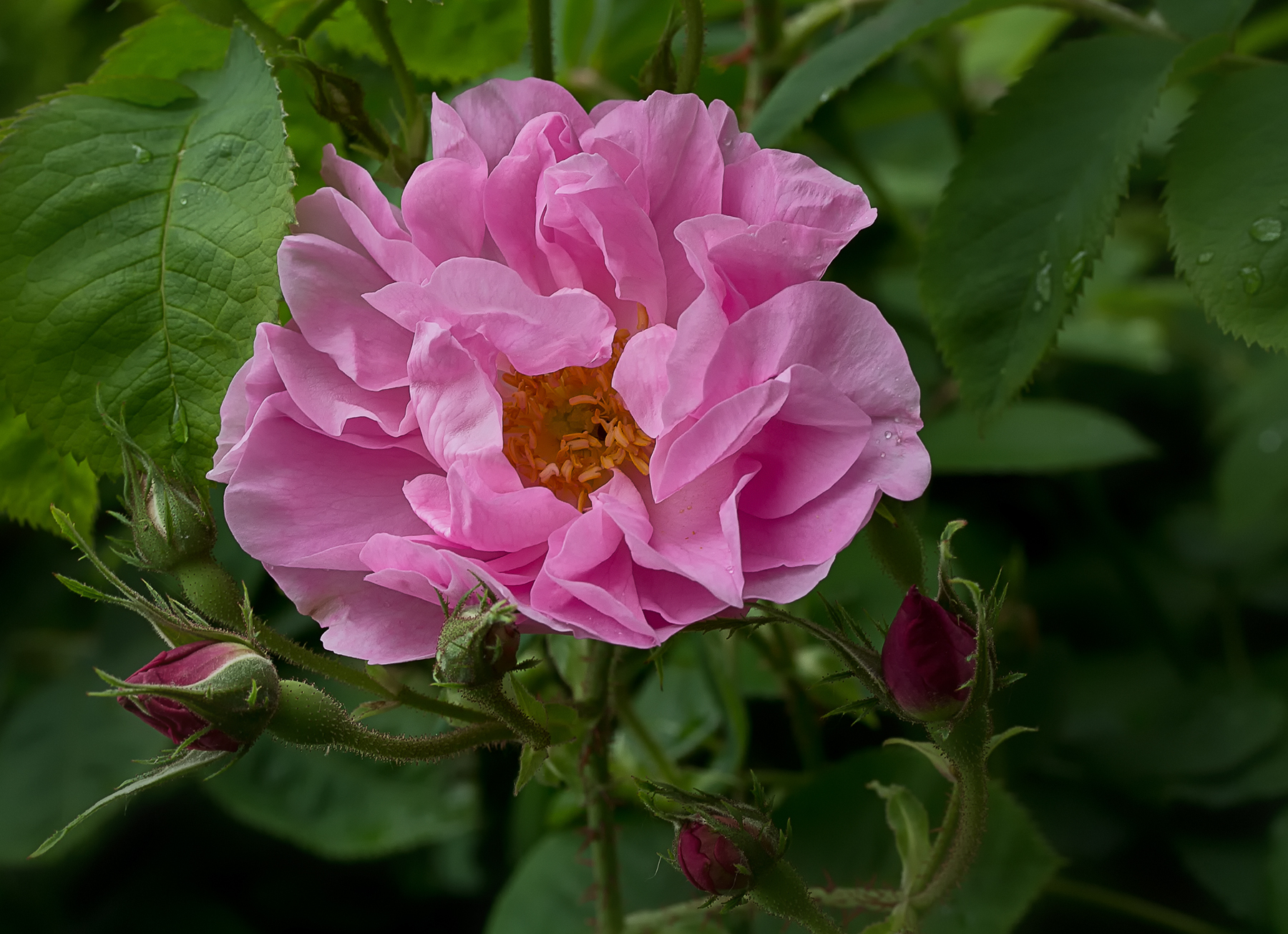
'York and Lancester'

## Sonstiges
Die Bräuche und Handwerkstechniken rund um die Damaszener-Rose in Al-Mrah in Syrien wurden 2019 in die Repräsentative Liste des immateriellen Kulturerbes der Menschheit aufgenommen.